# Gunter Böttger
Gunter Böttger (* 4. Mai 1946 in Leipzig oder Zwenkau; † 21. März 2025 in Leipzig) war ein deutscher Grafiker und Illustrator.

## Leben und Wirken
Böttger arbeitete ab 1965 als Junghauer im Kupferschieferbergbau von Eisleben und Sangerhausen. Von 1972 bis 1977 studierte er an der Hochschule für Grafik und Buchkunst in Leipzig in der Fachklasse Grafik und Illustration bei Rolf Kuhrt. Seit 1977 arbeitete er freischaffend in Leipzig. Im Rahmen eines Künstleraustausches 1981 beteiligte er sich an einem Werkstattaufenthalt beim Künstler-Verband in Pécs, Ungarn. Von 1980 bis 1990 war er Mitglied des VBK Leipzig. 1987 gründete er gemeinsam mit Dieter Schmidt die „Kunst-Mühle-Lützschena“. 1988 lernte er die Künstlerin Constanze Zorn kennen. Eine lebenslange Partnerschaft verband die beiden, und aus der Beziehung stammen zwei Töchter.
1992 gründete Böttger die Firma KUNST-DRUCK(E) und ab 1994 war er Mitglied im BBK Leipzig, von 2004 bis 2012 in dessen Vorstand. 2008 war Gunter Böttger zum Arbeitsaufenthalt in der Grafikwerkstatt Bo Halbirk in Paris und 2010 im „20. Sächsischen Druckgrafik Symposion“ in Hohenossig. Ab 2009 arbeitete er gemeinsam mit Constanze Zorn in den Ateliers in der ehemaligen Wilhelm Horn Branntwein- und Likörfabrik in der Prellerstraße in Leipzig. 2019 verlegten sie ihre Atelierräume in das Atelierhaus Kunsttanker.
Gunter Böttger starb am 21. März 2025 im Alter von 78 Jahren in Leipzig.

## Illustrationen / Radierungen zur Literatur
- Edgar Rice Burroughs: Tarzan, Kranichborn Verlag, 7 Bd., 1995.
- Gertrud von le Fort – Das fremde Kind, Union Verlag, 1987.
- Waleri Jakowlewitsch Brjussow – Nur der Morgen der Liebe ist schön, Rütten & Loening, 1987.
- Anekdoten von und über Goethe – Treffliche Wirkungen, Aufbau Verlag, Beck Verlag, 2 Bd., 1987.
- Johann Wolfgang von Goethe – Wunderlichstes Buch der Bücher, Aufbau Verlag, Berlin u. Weimar, 1984.
- Émile Zola – Das Tier im Menschen, bb Aufbau Verlag, 1984.
- Gabriel García Márquez – Die letzte Reise des Gespensterschiffs, Aufbau Verlag, Edition Neue Texte, 1984.
- Jaroslav Havlíček – Petroleumlampen, Rütten & Loening, 1983.
- Andrei Bely – Petersburg, Aufbau Verlag, Berlin u. Weimar, 1982.
- Émile Zola – Die Rougon Macquart, Rütten & Loening, 22 Bd., 1982.
- Alexei Michailowitsch Remisow – Schwestern im Kreuz, Rütten & Loening, 1982.
- Waleri Jakowlewitsch Brjussow – Der feurige Engel, Rütten & Loening, 1981.
- Jaroslav Havlíček – Der Unsichtbare, Rütten & Loening, 1977.

## Arbeiten in öffentlichen Sammlungen
- Kulturstiftung Rügen, Schloss Ralswiek
- Sammlung Sparkasse Leipzig
- Museum der bildenden Künste Leipzig
- Kupferstichkabinett Dresden
- Stadtmuseum Eilenburg
- Stadtgeschichtliches Museum Leipzig

## Ausstellungen (Auswahl)
(K) Katalog, (E) Einzelausstellung, (B) Beteiligung
- Regelmäßige Teilnahme an der Leipziger Grafikbörse, von 1979 bis 2018[5] und seit 1981 zahlreiche Ausstellungen, unter anderem in Frankreich, Italien, Polen, Ungarn und Deutschland:
- 2002: „Handzeichnungen u. Kleinplastik“, Universität Leipzig (K, B)
- 2004: „EIN SICHT“, Patronatskirche, Schön-Wölkau (E mit Constanze Zorn)
- 2004: „Leipziger Grafikbörse“, Kunstverein Coburg und Leipzig (B)
- 2004: Regierungspräsidium, Leipzig (E)
- 2006: Schloß Altranstädt (B)
- 2008: „ZEITFENSTER“, Sächsischer Landtag, Dresden (K, B)
- 2009: „Estampes“, Rathaus 11. Arrondissement, Paris
- 2009: Atelier de Gravure Paris und Künstlerhaus Hohenossig (B)
- 2010: „20. Sächsisches Druckgrafik Symposion“, Oper Leipzig (K, B)
- 2011: „Von Kaiserblau bis Luxusschwarz“, Grafik Museum,
- 2011: Stiftung Schreiner, Bad Steben (K, B)
- 2011: „LUFT-DRUCK 31. Leipziger Grafikbörse“ im Kunstverein Coburg und Borken, danach im Sächsischen Landtag Dresden (K, B)
- 2012: 40 Jahre Leipziger Grafikbörse (K, B)
- 2012: „Hommage an Heinrich Vogeler“, Kunstverein Worpswede e. V. (K, B)
- 2012: „unterwegs“, 19. Leipziger Jahresausstellung-Westwerk, Leipzig (K, B)
- 2014: 33. Leipziger Grafikbörse, Leipzig (K, B)
- 2014: „GEZEITEN Mdr Intendanz“, Alte Börse, Leipzig (E mit Constanze Zorn)[6]
- 2017: „34. Leipziger Grafikbörse“, Leipzig u. Museum Schloß Burgk, (B)
- 2019: „into another wold“, Mdr Intendanz, Leipzig, (B)
- 2024: „Weggefährten“, Ausstellung für Elke Pietsch, Leipzig (B)

## Bibliografie
- Centre Culturel de la R.D.A, Paris 1988
- Architekturbezogene Kunst, Leipzig 1990
- MPG-Spielgel 5, München 1990
- Leipziger Grafikbörse, Tento – Rovereto 1990
- Bildende Künstler in Leipzig, Passage-Verlag 1994
- Ausstellungskatalog: Handzeichnungen u. Kleinplastik, BBKL Leipzig 2002
- Bildende Künstler in Leipzig, art.media Verlag 2006
- Ausstellungskatalog „Zeitfenster“ Sächsischer Landtag, Dresden, 2008
- Arbeitsdokumentation: SYMPOSION 2010, Künstlerhaus Hohenossig 2010
- Dokumentation: Bund Bildender Künstler Leipig e.V. 2010/11
- Ausstellungskatalog: 20 Jahre SYMPOSION Hohenossig in Bad Steben 2011
- Ausstellungskatalog „unterwegs“, 19. Leipziger Jahresausstellung – Westwerk, Leipzig 2012
- Ausstellungskatalog „Hommage an Heinrich Vogeler“, Kunstverein Worbswede e.V. 2012
- Ausstellungskatalog: 40 Jahre Leipziger Grafikbörse, Leipzig 2012
- Ausstellungskataloge: 33. Leipziger Grafikbörse, Leipzig 2014, 2013, 2011, 2004, 2002, 2000, 1990, 1988, 1987, 1986, 1984, 1983, 1982, 1979
- Auch eine Eintagsfliege hinterlässt Spuren. Bildband. Osiris, Leipzig 2014, ISBN 978-3-941394-38-4.